# Maddalena penitente (Domenico Tintoretto)
Maddalena penitente è un dipinto a olio su tela realizzato tra il 1598 e il 1602  da Domenico Tintoretto. La tela faceva parte delle Collezioni Gonzaga di Palazzo Ducale a Mantova ed è conservato nei Musei Capitolini di Roma.